# Mount Anglem/Hananui
Mount Anglem/Hananui ist mit 980 m die höchste Erhebung auf der Stewart Island im Süden Neuseelands. Er liegt 20 km nordwestlich von Oban nahe der Nordküste der Insel. Wie der Großteil von Stewart Island liegt der Mount Anglem/Hananui seit dem 9. März 2002 innerhalb der Grenzen des Rakiura-Nationalparks. Am Fuß des Berges liegen Gletscherseen, die entstanden sind, als es dort noch einen Gletscher gab. Wasser im Norden fließt direkt in die Foveauxstraße, im Süden liegen Quellflüsse des Freshwater River. An einem klaren Tag kann man vom Gipfel die Südspitze der neuseeländischen Südinsel erkennen.
Den englischen Namen erhielt der Berg 1850 von Kapitän John Lort Stokes zu Ehren des Kapitäns William Andrew Anglem, der 1829 die erste Station für Walfang am Rakituma / Preservation Inlet eröffnete.